# Aeaea victor
Aeaea victor är en fjärilsart som beskrevs av Hodges 1964. Aeaea victor ingår i släktet Aeaea och familjen fransmalar. Inga underarter finns listade i Catalogue of Life.